# Theophil Spoerri (Romanist)

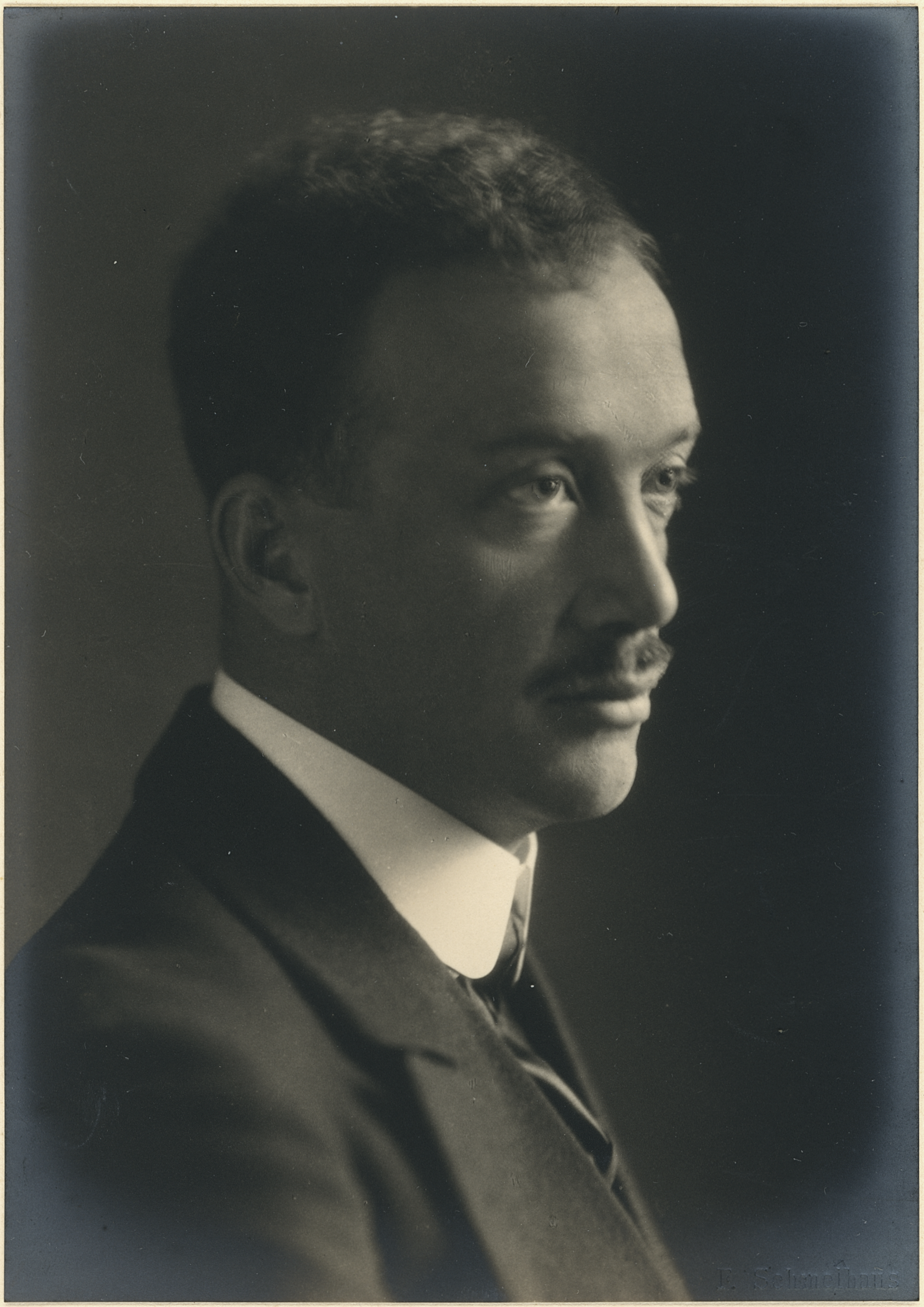
Theophil Spoerri

Theophil Spoerri (* 10. Juni 1890 in La Chaux-de-Fonds; † 24. Dezember 1974 in Caux) war ein Schweizer Romanist.

## Leben
Spoerri entstammte einer Methodistenpredigerfamilie und zeigte starkes religiöses, soziales und politisches Engagement.
Spoerri wurde 1916 in Bern über Il dialetto della Valsesia (Milano 1918) promoviert. Von 1912 bis 1922 war er Gymnasiallehrer in Bern, von 1922 bis 1956 ordentlicher Professor für romanische Philologie an der Universität Zürich (1932 Dekan, 1948 bis 1950 Rektor).
Von 1942 bis 1951 gab er zusammen mit Emil Staiger die Zeitschrift Trivium. Schweizerische Vierteljahresschrift für Literaturwissenschaft und Stilkritik heraus.
Spoerri war Ehrendoktor der Universität Genf (1950) und Inhaber der Goldenen Dante-Medaille (Florenz 1962). Er war 1940 Mitbegründer und erster Präsident des antinationalsozialistischen Gotthardbundes und gehörte der Neuen Helvetischen Gesellschaft und der Moralischen Aufrüstung (Oxford-Gruppe) an.
Spoerri hatte einen gleichnamigen Vetter, den methodistischen Theologen Theophil Spörri (1887–1955). Er war Onkel und Adoptivvater von Daniel Spoerri.

## Weitere Werke
- Renaissance und Barock bei Ariost und Tasso. Versuch einer Anwendung Wölfflin’scher Kunstbetrachtung. Bern 1922.
- Metaphysische Streifzüge. Der Ausgangspunkt. In: Wissen und Leben. Band 23, 1920, S. 481–494, doi:10.5169/seals-749714 (e-periodica.ch [PDF; 6,8 MB]).
- Von der dreifachen Wurzel der Poesie. Zürich/Leipzig 1925.
- Die drei Wege des Erkennens in Wissenschaft, Dichtung und Offenbarung. Berlin 1926.
- Französische Metrik. München 1929.
- Die Götter des Abendlandes. Eine Auseinandersetzung mit dem Heidentum in der Kultur unserer Zeit. Berlin 1930.
- Wie Dantes Vers entstand. In: Vox Romanica. Band 2, 1937, S. 370–392, doi:10.5169/seals-4582#383 (e-periodica.ch [PDF; 2,8 MB]).
- Einführung in die Göttliche Komödie. Zürich 1946.
- Grundkräfte der europäischen Geschichte. Wie die Welt von Grund auf anders werden könnte. Hamburg 1951.
- Die Struktur der Existenz. Einführung in die Kunst der Interpretation. Zürich 1951.
- Der Weg zur Form. Dasein und Verwirklichung des Menschen im Spiegel der europäischen Dichtung. Hamburg 1954.
- Der verborgene Pascal. Eine Einführung in das Denken Pascals als Philosophie für den Menschen von morgen. Hamburg 1955.
- Kleines Präludium zur Poesie. vom Geheimnis des Schönen und von den Grenzen der Poesie. Hamburg 1957.
- Dante und die europäische Literatur. Das Bild des Menschen in der Struktur der Sprache. Stuttgart 1963.
- Dynamik aus der Stille. Die Aktualität Frank Buchmans. Luzern/Wuppertal 1971.

### Übersetzung aus dem Amerikanischen
- Peter Howard: Frank Buchmans Geheimnis. 3. Auflage. Deutsche Verlagsanstalt, Stuttgart 1962, DNB 920045669 (zum amerikanischen evangelischen Prediger und geistigen Führer der Oxford-Gruppe).